# Francisco Mascarenhas
Francisco Fumaça de Mascarenhas da Costa Pessoa (Cascais, 15 de mayo del 2000), más conocido como Masca, es un futbolista portugués que juega como delantero en el C. D. Eldense de la Segunda División de España.

## Trayectoria
Nacido en Cascais, comenzó su carrera en el G. D. Estoril Praia en 2009, pasando al GDS Cascais al año siguiente. En 2014 regresó a Estoril, antes de pasar un año en el C. F. Os Belenenses en la temporada 2016-17.
En la temporada 2018-19, ascendió al Estoril sub-23 para la recién creada Liga Revelação. El 8 de julio de 2020 fichó por el Portimonense S. C. para su equipo sub-23.
El 26 de agosto de 2022 se incorporó al Real Oviedo Vetusta en Segunda Federación. Debutó con el primer equipo el 26 de febrero de 2023, sustituyendo en la segunda mitad a Sergi Enrich contra el Albacete Balompié, empatando 1-1 en casa. Marcó su primer gol como profesional el 7 de mayo de 2023, logrando la victoria frente al Real Zaragoza por 2–1 en el descuento. El 29 de mayo de 2023 renovó por dos temporadas, pasando a formar parte del primer equipo.
El 2 de enero de 2025 finalizó su etapa en el conjunto ovetense después de ser traspasado al C. D. Eldense.

## Estadísticas
- Actualizado el 1 de junio de 2025.[9]

| Club                         | Div.          | Temporada     | Liga  | Liga  | Copas nacionales | Copas nacionales | Total | Total |
| Club                         | Div.          | Temporada     | Part. | Goles | Part.            | Goles            | Part. | Goles |
| ---------------------------- | ------------- | ------------- | ----- | ----- | ---------------- | ---------------- | ----- | ----- |
| Real Oviedo Vetusta · España | 2.ª RFEF      | 2022-23       | 17    | 9     | ―                | ―                | 17    | 9     |
| Real Oviedo Vetusta · España | Total club    | Total club    | 17    | 9     | —                | —                | 17    | 9     |
| Real Oviedo · España         | 2.ª           | 2022-23       | 9     | 1     | —                | —                | 9     | 1     |
| Real Oviedo · España         | 2.ª           | 2023-24       | 37    | 5     | 2                | 2                | 39    | 7     |
| Real Oviedo · España         | 2.ª           | 2024-25       | 5     | 0     | 1                | 0                | 6     | 0     |
| Real Oviedo · España         | Total club    | Total club    | 51    | 6     | 3                | 2                | 54    | 8     |
| C. D. Eldense · España       | 2.ª           | 2024-25       | 15    | 2     | 1                | 0                | 16    | 2     |
| C. D. Eldense · España       | Total club    | Total club    | 15    | 2     | 1                | 0                | 16    | 2     |
| Total carrera                | Total carrera | Total carrera | 83    | 17    | 4                | 2                | 87    | 19    |